# Euaugaptilus simplex
Euaugaptilus simplex är en kräftdjursart som först beskrevs av Esterly 1913.  Euaugaptilus simplex ingår i släktet Euaugaptilus och familjen Augaptilidae. Inga underarter finns listade i Catalogue of Life.